# Pfarrkirche Sierndorf an der March

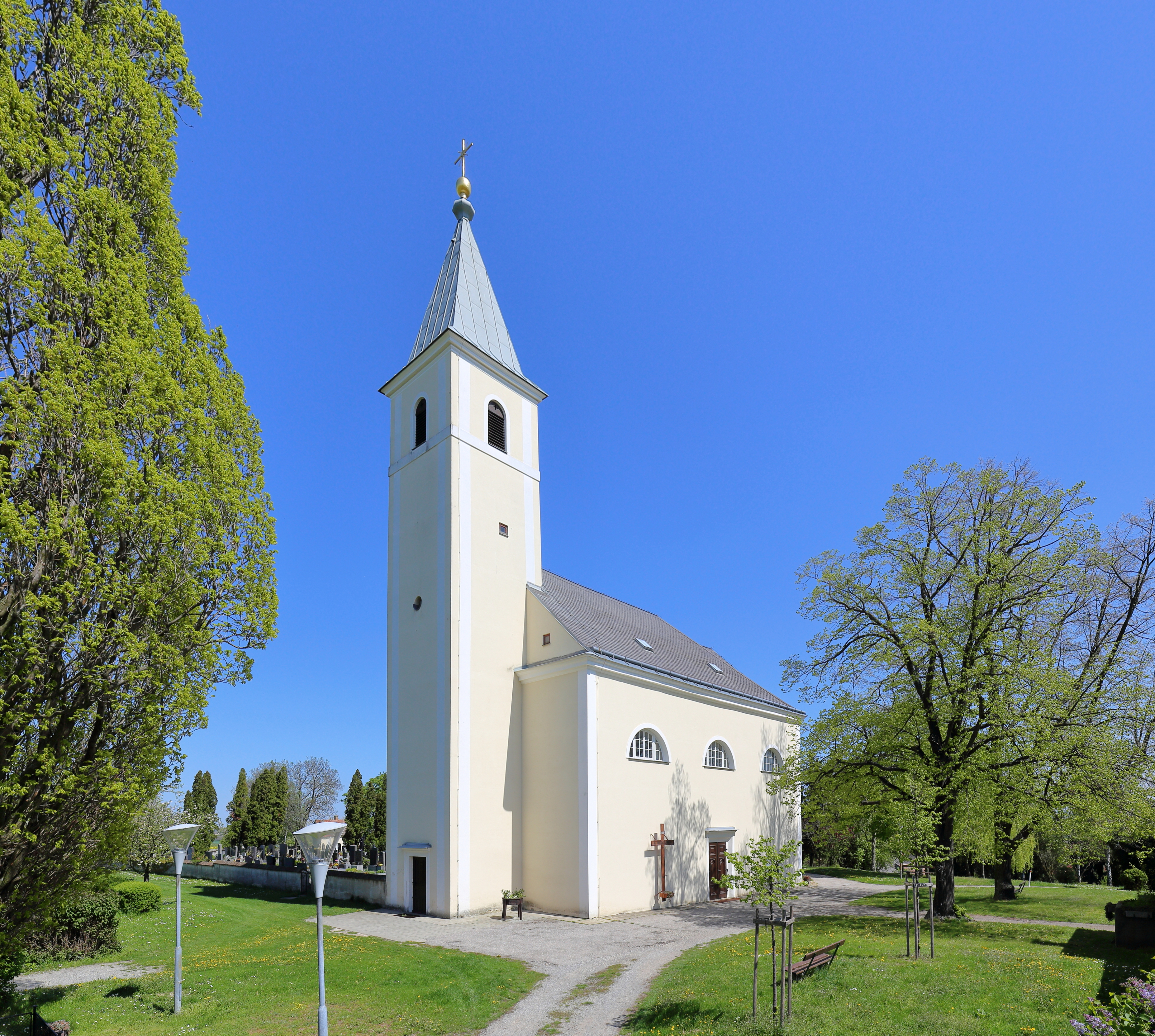
Katholische Pfarrkirche Mariä Geburt in Sierndorf an der March

Die Pfarrkirche Sierndorf an der March steht erhöht im Westen des Ortes Sierndorf an der March in der Marktgemeinde Jedenspeigen im Bezirk Gänserndorf in Niederösterreich. Die dem Fest Mariä Geburt geweihte römisch-katholische Pfarrkirche gehört zum Dekanat Zistersdorf im Vikariat Unter dem Manhartsberg der Erzdiözese Wien. Die Kirche steht Denkmalschutz (Listeneintrag).

## Geschichte
Eine Pfarre wurde um 1300 angenommen und 1784 wieder errichtet.
Die einheitliche barocke Kirche wurde urkundlich 1687 erbaut und 1703 geweiht.

## Architektur
Der schlanke vorgestellte Westturm hat ein schlichtes rechteckiges Portal und Konsolgesimse und ein Glockengeschoß mit Rundbogenfenstern und trägt eine Spitzhelm. Das hohe Langhaus unter einem mächtigen Satteldach hat hochsituierte Lunettenfenster. Das südliche Rechteckportal hat eine gerade Verdachung. Der halbkreisförmige Chor ist etwas eingezogen. Im Norden im Übergang zwischen Langhaus und Chor steht der annähernd quadratische eingeschoßige Sakristeianbau.
Das Kircheninnere zeigt sich mit einem dreijochigen Langhaus unter einem Tonnengewölbe mit Stichkappen über Gurten auf kräftigen nischenbildenden Wandpfeilern mit verkröpftem Gebälk. Die zweiteilige kreuzgratunterwölbte Orgelempore steht auf toskanischen Säulen. Der leicht erhöhte Halbkreischor mit einem umlaufenden Gesims und Kalotte hat dekorative Glasfenster aus 1884. Im Norden des Chores befindet sich das Sakristeiportal zur kreuzgratgewölbten Sakristei.

## Ausstattung
Der bemerkenswerte barocke Hochaltar aus 1750 ist ein Doppelsäulenaltar mit einer baldachinbekrönten zentralen Nische mit der Figur Maria aus dem 17. Jahrhundert, die Seitenfiguren zeigen Joachim und Anna, der Auszug trägt eine Dreifaltigkeitsgruppe mit adorierenden Engeln. Seitlich des Hochaltares gibt es vorhanghaltende Engel über den Opfergangsportalen.
Die Seitenaltäre im Stil der Neorenaissance aus der Mitte des 19. Jahrhunderts zeigen links die Figur Herz Jesu und rechts ein Bild Kreuzigung. Es gibt weiters zwei barocke Figuren Christus in der Rast und Johann Nepomuk.
Die Orgel in einem Gehäuse der Neorenaissance baute Johann M. Kauffmann 1921. Eine Glocke nennt 1799.